# Congo belge
Pour les articles homonymes, voir Congo.
 (décembre 2011).
1908 – 1960 (52 ans)
Entités précédentes :
- État indépendant du Congo

Entités suivantes :
- République du Congo-Léopoldville

Congo belge (en néerlandais : Belgisch-Kongo) est le nom porté par le territoire formant l’actuelle république démocratique du Congo (RDC) lorsqu'il était une colonie de la Belgique entre le 15 novembre 1908 (date de fin de l’État indépendant du Congo, possession personnelle pendant 23 ans de Léopold II, le  roi des Belges), et le 30 juin 1960, date de l’indépendance du Congo belge qui deviendra le Zaïre puis la RDC. Il faisait partie de l'empire colonial belge, dont il était, de loin, le plus grand territoire.
Pendant les cinquante-deux ans de la période coloniale, le Congo belge fut géré de Bruxelles, mais avec son armée, la Force publique, sous l'autorité d'un gouverneur général.

## Histoire

### Transition entre l'État indépendant du Congo et le Congo belge
En 1908, la Chambre des représentants accepta le testament de Léopold II qui faisait don à la Belgique de l'État indépendant du Congo et vota son annexion un an avant la mort du roi. Dès lors, c'est officiellement au nom de la Belgique, État souverain, que les troupes de la Force publique stationnées au Congo belge purent garantir l'intégrité de la conquête. Cette annexion reconnue par les grandes puissances, l’administration de l'ex-État indépendant du Congo se transforma en administration belge qui fit tout pour effacer l'image de Léopold II comme ayant été un tyran laissant exploiter les populations par ses hommes (pas seulement des Belges, on compte plus de dix nationalités parmi les « coloniaux » de l'époque). Lors de la reprise par la Belgique, l’article 2 de la Charte Coloniale du 18 octobre 1908, votée par le Parlement belge, prescrivait que : « Nul ne peut être contraint de travailler pour le compte et au profit de sociétés ou de particuliers ». Pour effacer l’image du caoutchouc et du scandale des mains coupées, on développa la culture du coton et du palmier à huile, notamment. La Congo Reform Association, l'association britannique qui était à l’origine de la campagne orchestrée contre l’État indépendant du Congo, décida de se dissoudre en 1913, tandis que le Congo allait développer son économie et ses exportations, allant jusqu'à livrer 23 000 tonnes de coton en 1932 et 127 000 en 1939. Parallèlement, les exportations d'or, d'étain, de cuivre et, surtout, d'uranium seraient bientôt encore plus importantes, dopées par une demande favorisée par les Alliées pendant la Seconde Guerre mondiale.

### Première Guerre mondiale

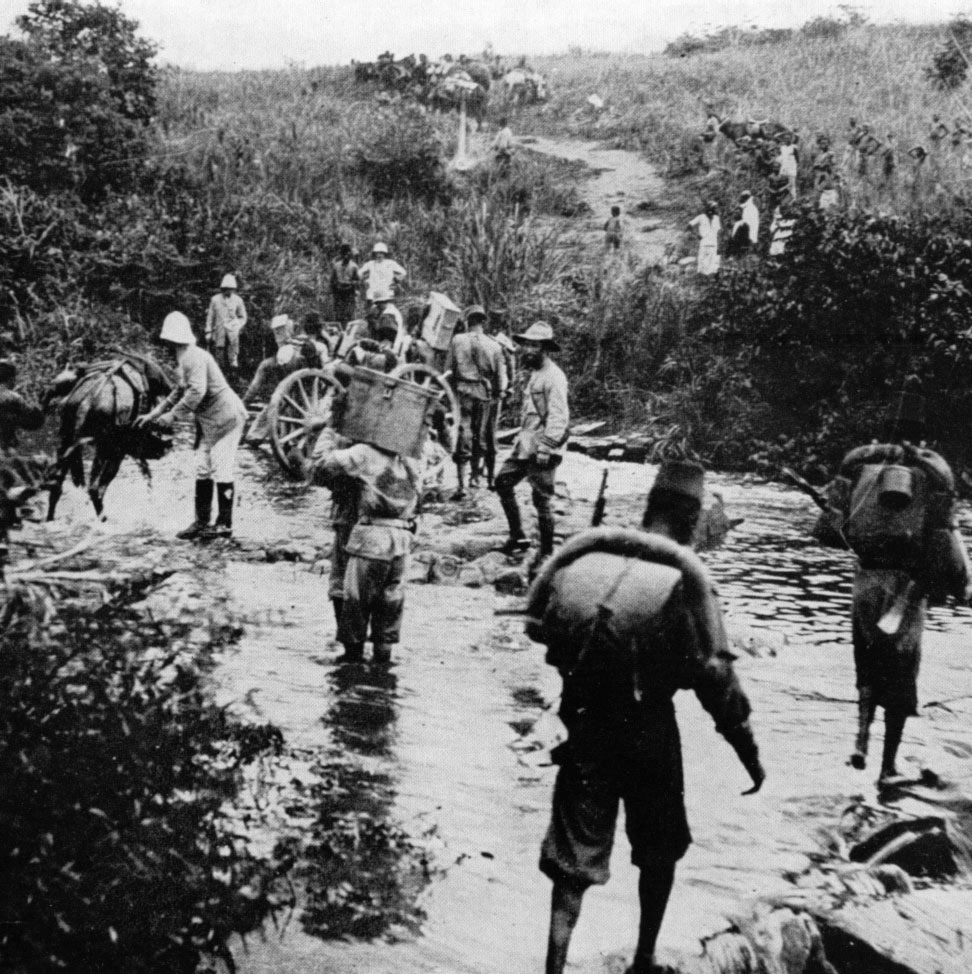
Soldats belges et congolais en campagne dans l'Est africain, en 1916.

La Première Guerre mondiale fut lourde de sens pour le Congo belge, car la Belgique était occupée presque entièrement, sauf une portion de territoire derrière l'Yser où l'armée belge était parvenue à se maintenir, alliée aux armées française et britannique. Le gouvernement belge replié en France entendait maintenir la souveraineté de la Belgique au Congo.
En réponse à la demande du 2 septembre 1914 du Vice-gouverneur général du Katanga à l'Union Sud-africaine, 53 civils allemands d'Elisabethville (dont 5 femmes et 4 enfants) furent envoyés à Pietermaritzburg pour y être internés pendant la durée de la guerre.
Le Congo belge mena ensuite une campagne militaire contre les colonies allemandes au Cameroun, en appui des troupes françaises, et en Afrique orientale allemande, d'abord sans lien avec les forces britanniques puis en application d'un plan belgo-britannique, campagne qui fut couronnée de succès, notamment par d'éclatantes victoires belges à Tabora et à Mahenge.
Le 15 août 1914, les troupes allemandes basées au Ruanda-Urundi bombardèrent les villes riveraines du lac Tanganyika. Le 22 août, un navire allemand ouvrait le feu sur le port d’Albertville. Devant cette agression, le ministre belge des Colonies Renkin adressa un télégramme au Gouverneur Général du Congo et au Vice-gouverneur général du Katanga ordonnant de « prendre des mesures militaires pour défendre le territoire belge… prendre des mesures seul ou en coopération avec les troupes alliées ». Les Belgo-congolais répliquèrent le 18 avril 1916. Les troupes étaient dirigées principalement par le général Charles Tombeur, le colonel Philippe Molitor et le colonel Frederik Olsen (d'origine danoise). Elles s’emparèrent de Kigali le 6 mai 1916. Les forces allemandes du Burundi commandées par le capitaine Von Languenn opposèrent une vigoureuse résistance mais ne purent tenir devant la supériorité numérique belge. Le 6 juin, Usumbura tomba sous les forces belgo-congolaises commandées par le Colonel Thomas. Kitega fut prise le 17 juin, tandis que le Rwanda et le Burundi étaient déjà occupés. Il restait alors les campagnes du Tanganyika (actuelle Tanzanie) ; la brigade Molitor s’empara ainsi de Biharamuro, puis de Mwanza. Le colonel Georges Moulaert occupa Karema. La marche sur Tabora commença alors en trois colonnes. Le 29 juillet, Kigoma et Ujiji furent occupés. Après plusieurs jours de combat acharné, Tabora tomba le 19 septembre 1916. Les forces britanniques et belgo-congolaises se coalisèrent ensuite pour occuper tout le Tanganyika à partir duquel le Général allemand Von Lettow-Vorbeck opposa une résistance extraordinaire. Les Belges parvinrent cependant à remporter une nouvelle victoire à Mahenge sous le commandement du lieutenant-colonel Huyghé. Finalement, les Allemands se rendirent après l’armistice de novembre 1918. Durant ce conflit de quatre ans, les Belges avaient introduit un élément d'avant-garde (pour l'époque) en utilisant quelques hydravions sur le Lac Tanganyika pour bombarder des navires et des installations allemandes, mais tout en recourant à des moyens moins modernes par la mobilisation de 260 000 porteurs pour acheminer le matériel militaire. Cette campagne militaire a, selon plusieurs démographes, dépeuplé certaines tribus proches des frontières (morts au front, soldats affamés, porteurs épuisés, etc.). Après la guerre, la Belgique obtint, par les accords belgo-britanniques Orts-Milner un mandat sur le Ruanda-Urundi conquis sur l'Allemagne, ainsi qu'une voie de chemin de fer entre Kigoma, à l'est du Congo belge et Dar-Es-Salam sur la côte de l'océan Indien sous un régime de franchise de douane étendu aussi aux communications routières et, plus tard, aux lignes aériennes (fret et passagers). C'est un succès pour la diplomatie du secrétaire général Pierre Orts qui réalise ainsi une vieille ambition de Léopold II, celle d'un lien économique congolais entre l'Atlantique et l'Océan Indien. Ce sont des résultats positifs. Mais la guerre a laissé d'autres traces : un missionnaire belge décrit alors la société noire comme une société dans laquelle « le père est allé au front, la mère a moulu le grain pour les soldats et les enfants ont apporté la nourriture au front ».

### Seconde Guerre mondiale
La Seconde Guerre mondiale commença en septembre 1939 pour la France et le Royaume-Uni et en mai 1940 pour la Belgique. L'armée belge fut vaincue en 18 jours par l'armée allemande et, le 28 mai 1940, le roi Léopold III accepta une reddition des troupes combattantes, sans implication aucune avec les forces du Congo belge. Et le roi fut fait prisonnier, perdant tout pouvoir, tant sur la Belgique que sur le Congo. Par contre, le gouvernement belge du premier ministre Hubert Pierlot et du ministre des affaires étrangères Paul-Henri Spaak réfugié en France dans l'espoir de continuer la lutte avec les quelques forces militaires belges disponibles en France et au Congo, restait dépositaire de l'autorité sur toutes les possessions belges ayant échappé aux Allemands.
La résolution des Belges d'Afrique de continuer la lutte se révéla vite à travers la décision du gouverneur général Pierre Ryckmans soutenu par les officiers d'Afrique. Cependant, une coordination avec Londres était nécessaire. Aussi, dès le début de juillet 1940, le ministre Albert de Vleeschauwer est arrivé à Londres, en passant par la France, l'Espagne et le Portugal, nanti des pleins pouvoirs, notamment sur le Congo. Reçu par Winston Churchill qui l'encouragea à faire venir ses collègues, il s'attacha à entrer en rapport avec le gouvernement belge resté en France et qui s'y trouvait réduit à deux personnes, le premier ministre Hubert Pierlot et le ministre des affaires étrangères Paul-Henri Spaak. Ceux-ci, qui avaient cru pouvoir faire confiance à la France, avaient d'abord hésité devant le choix de rester dans ce pays ou de partir en Royaume-Uni. Mais la défaite française et l'armistice franco-allemand qui s'ensuivit les priva de la reconnaissance officielle du nouveau gouvernement français de Vichy et de sa protection diplomatique. Sans cette protection, les deux ministres, bloqués dans un village du midi de la France où les autorités françaises les avaient relégués, pouvaient craindre de tomber dans les mains des Allemands. Or, ils représentaient l'autorité légale de la Belgique libre, c'est-à-dire le pouvoir sur le Congo, indispensable aux yeux du gouvernement britannique, très légaliste, pour garantir le maintien dans le camp allié de l'Afrique belge avec ses richesses stratégiques. Finalement, les deux ministres, parvenus à la frontière franco-espagnole, finirent par rejoindre Londres en octobre grâce à De Vleeschauwer. Celui-ci, venu à la frontière protégé par un passeport portugais, leur avait organisé une traversée clandestine de l'Espagne cachés dans une camionnette à double fond. Ainsi, le maintien du Congo belge dans la guerre est confirmé par l'installation à Londres d'un gouvernement belge restreint, doté du pouvoir de gérer le domaine colonial belge et de conclure tout traité économique et militaire avec le Royaume-Uni et les autres puissances alliées.
L'Italie fasciste, qui pouvait attaquer depuis l'Abyssinie, était une menace pour les possessions en Afrique des Alliés et donc pour le Congo belge. Les troupes de la Force Publique congolaise participèrent ainsi à la guerre contre l'Italie en attaquant en Abyssinie, y remportant plusieurs victoires couronnées par celle de Saïo et d'Asosa. Le Congo, passé dans la zone sterling, gardait sa monnaie, le franc congolais. Le Congo fut dirigé pendant toute la guerre par l'administrateur de la colonie, le ministre Albert de Vleeschauwer, à qui le gouvernement belge réfugié à Londres avait donné les pouvoirs les plus larges, faisant de lui un véritable « proconsul ».
C'est à de Vleeschauwer que la Belgique dut de pouvoir financer son action combattante (trois escadrilles belges dans la RAF, troupes contre l'Italie en Abyssinie, flotte marchande au service de la cause alliée, reconstitution en Royaume-Uni d'une force armée destinée à participer à la reconquête du continent européen), tout en participant à l'effort économique des alliés par d'importantes fournitures qui rendirent la Belgique créditrice vis-à-vis des Britanniques et des Américains, ce qui favorisa le redressement du pays après la guerre. En effet, pendant l'occupation allemande, la Belgique a connu une situation économique difficile (chômage, déflation, pénurie, etc.). Fort de ses pleins pouvoirs, De Vleeschauwer géra aussi, depuis Londres et pendant toute la guerre, les importantes finances des Luxembourgeois réfugiés avec leur grande-duchesse Charlotte, cela dans le cadre de l'Union monétaire belgo-luxembourgeoise de 1921, complétant ainsi l'effort au service des Alliés. Ainsi, grâce au Congo belge, dirigé sur place par le gouverneur général Ryckmans et son administration belgo-congolaise, le gouvernement belge d'Hubert Pierlot put affirmer la survie de la Belgique en mettant à la disposition des alliés des forces militaires ainsi que les ressources agricoles (céréales, caoutchouc) et minières de la colonie (or, étain, cuivre, uranium).
Alors que la Force Publique du Congo avait effectué une campagne victorieuse contre les troupes italiennes d'Abyssinie qu'elle battit à Bortaï, Saio et Asosa, un mouvement de protestation se développa chez les soldats, les paysans et les « évolués », car l’effort de guerre des populations congolaises était lourd. L’administration coloniale recourait au travail obligatoire dans les plantations d’hévéas pour fournir du caoutchouc aux alliés. Quant aux soldats congolais et aux porteurs et camionneurs des services logistiques auxquels on avait inculqué un esprit « belge », qui justifiait pour eux la campagne d'Éthiopie comme une légitime défense contre l'armée italienne, il leur parut moins légitime de partir loin du Congo, d'abord en Égypte, puis surtout en Birmanie, contre le Japon.

### Après-guerre
La Belgique, occupée par les Allemands, et le reste du monde occidental avaient, après la Seconde Guerre mondiale, perdu beaucoup de prestige aux yeux des Congolais témoins des défaites de 1940. Et c'est dès 1940 que les Bakongos avaient créé leur mouvement politique, l’ABAKO. En 1941, de graves troubles eurent lieu à Elizabethville. En 1944 eut lieu l'insurrection de l'ethnie kumu. L'adjudant Karamushi proclama même en février 1944 la fin du mbula matari (l’État colonial). En mars 1944, des révoltes eurent lieu à Masisi, des grèves et des émeutes les 25 et 26 novembre 1945 à Matadi. La même année d'importants quotidiens furent créés, comme la Voix du Congolais et la Croix du Congo (sous-titre : le Journal des « évolués » congolais). En 1944 à Luluabourg, des intellectuels avaient en effet publié un manifeste pour la reconnaissance et des droits spécifiques pour les évolués (Africains ayant terminé dix ans de scolarité). Apparurent alors deux mouvements, l'un violent des ouvriers, paysans et soldats et l'autre pacifique des intellectuels.
Le 2 septembre 1945, le Japon capitule, la Seconde Guerre mondiale est terminée, et les alliés ont gagné. L'Europe est dévastée et l'Europe occidentale se reconstruit grâce aux crédits américains. Cette situation renforce l'influence américaine en Europe et dans les colonies. La guerre froide commençant, les deux grandes puissances, les États-Unis et l'URSS, essayent de rivaliser sur le plan international, en particulier en se déclarant toutes les deux opposées au colonialisme. En effet, la Charte des Nations unies, ratifiée par la Belgique, prévoit l'« autodétermination des peuples ». Malgré cette charte et la pression internationale, les puissances coloniales refusent dans l'immédiat de consentir à l'émancipation des peuples qu'ils dominent : les colonies sont pour elles sources de richesses (mines, gaz, pétrole, etc.). Les États-Unis négocient un droit de préemption sur l’uranium de la colonie pour le développement de leur armement nucléaire.
En 1946 Joseph Kasa-Vubu de l'ABAKO fait un discours intitulé Le droit du premier occupant. Les « évolués » de Léopoldville sont autorisés à s'organiser en Confédération générale des syndicats indigènes. On estime à peu près à 5 609 le nombre d’« évolués ». Suivront l'abolition du fouet, pour le clergé, les gradés de la force publique et les auxiliaires de l'administration. Face à ces mouvements nationalistes, l'administration belge commence à comprendre qu'elle perd sa colonie. Ainsi, le professeur belge Antoine Van Bilsen publie, en 1955, un document intitulé Plan de trente ans pour l'émancipation politique pour l'Afrique belge.
L'agenda prônait une émancipation progressive du Congo sur une période de trente ans, une durée que Van Bilsen jugeait adéquate pour créer une élite intellectuelle qui puisse prendre la place des cadres belges. Le gouvernement belge et nombre d'« évolués » furent sceptiques par rapport à ce plan, les uns parce qu'il impliquait de perdre le Congo à terme, les autres parce que cette durée leur semblait trop longue. Un groupe d'« évolués » catholiques répondit positivement à ce plan dans un manifeste publié dans un journal congolais La Conscience africaine. Leurs seules divergences concernaient l'importance de la participation congolaise au cours de cette période de trente ans.

### Indépendance
Patrice Lumumba et Jean Van Lierde avaient élaboré avec les leaders de l'Abako, du P.S.A., du M.N.C. et d'autres groupements, une stratégie non-violente et collective qui s'était avérée très efficace, mobilisant des centaines de milliers de Congolais à boycotter les cérémonies officielles, les tribunaux, l'administration, refus de payer les impôts, etc,.La Force Publique ne put rien faire face à cette stratégie, sauf en janvier 1959, lorsqu'elle réussit à provoquer des violences lors des émeutes de Léopoldville (janvier 1959), qui font d'une quarantaine à plus de 700 morts et conduisent à l'incarcération de Kasa-Vubu et d'autres personnalités. En octobre, les gendarmes ouvrent le feu lors d'une manifestation du MNC, faisant 30 morts et des centaines de blessés. Fin octobre le lieutenant général Janssens et le colonel Gheysen se rendent en Belgique pour obtenir l'intervention de l'armée belge. Jean Van Lierde déclenche une campagne non-violente en Belgique: campagne de presse et agitation concentrées, avec un tract largement diffusé : « Pas un sou, pas un homme pour une guerre coloniale… Refusez de partir ». Les syndicats, le parti socialiste et le Parti communiste, les étudiants et les chrétiens de gauche le rejoignent et menacent le gouvernement de grève nationale. Le ministre de la Défense, Gilson, renonce dès lors au texte de l'arrêté qui lui donnait le pouvoir d'envoyer des miliciens au Congo. À la suite de cette mobilisation générale, tant au Congo où les actions restèrent non-violentes (plus un Blanc ne fut tué par la population), qu'en Belgique, le gouvernement belge concéda la légalisation des partis politiques congolais (1959), suivie par des élections générales pour tout le pays.

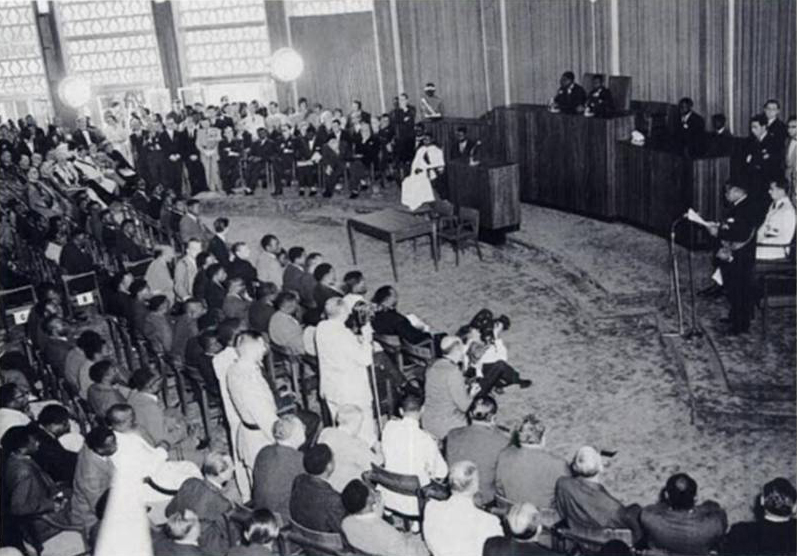
La cérémonie d'indépendance du Congo au cours de laquelle Lumumba a prononcé son discours

L'activité électorale qui s'ensuivit permit de faire émerger trois tendances politiques principales : une coalition de fédéralistes nationalises, composée de six partis ou organisations, dont l'ABAKO et le MNC-Kalonji, le MNC-Lumumba et finalement l'homme fort du Katanga, Moïse Tshombe, conscient de la vitalité économique de sa province et des intérêts financiers de l'Union minière (à l'instar de l'intérêt de Kalonji pour l'industrie diamantaire du Kasaï). En 1960, la table ronde de Bruxelles fut décidée, et se déroula du 20 janvier au 20 février. Les représentants congolais et belges se mirent d'accord sur le principe d'élections nationales dans le courant de l'année. Au lendemain de la table ronde, les transferts de fonds vers l'Europe prenaient une ampleur telle que les politiciens congolais accusèrent la Belgique de « vider la caisse » avant l’indépendance. De violentes émeutes politico-ethniques éclatèrent avant les élections au Katanga, au Kasaï et à Léopoldville, mais les violences meurtrières furent surtout le fait des Congolais de la Force publique. Les élections se déroulèrent en mai (élections législatives et provinciales) et virent la victoire des partis « nationalistes » (Céréa 10 sièges, PSA-Gizenga 13, MNC 74, total des sièges : 137 sièges) (importance de l'ABAKO) et décidèrent d'un nouveau compromis au niveau de l'exécutif : Joseph Kasa-Vubu fut élu président par le Parlement et Lumumba fut désigné Premier ministre. Lors de son discours du 30 juin, fidèle à son idéologie non-violente, il appela à "respecter inconditionnellement la vie et les biens de vos concitoyens et des étrangers établis dans notre pays". Dans son discours Lumumba était, en revanche, également très critique à l'égard de la politique coloniale de la Belgique:

« Nous avons connu le travail harassant exigé en échange de salaires qui ne nous permettaient ni de manger à notre faim, ni de nous vêtir ou nous loger décemment, ni d’élever nos enfants comme des êtres chers. Nous avons connu les ironies, les insultes, les coups que nous devions subir matin, midi et soir, parce que nous étions des « nègres ». Nous avons connu les souffrances atroces des relégués pour opinions politiques ou croyances religieuses ; exilés dans leur propre patrie, leur sort était vraiment pire que la mort même. (…) Qui oubliera enfin les fusillades où périrent tant de nos frères, les cachots où furent brutalement jetés ceux qui ne voulaient plus se soumettre au régime d’injustice, d’oppression et d’exploitation. Nous qui avons souffert dans notre corps et dans notre cœur de l’oppression colonialiste, nous vous le disons tout haut: tout cela est désormais fini. »

— Extrait du discours de Patrice Lumumba

## Infrastructures et administration

Carte administrative du Congo belge, divisé en six provinces de 1935 à 1960.

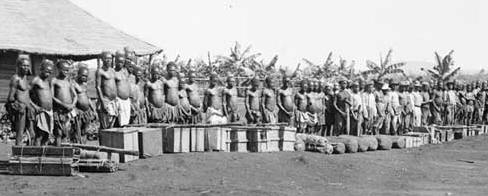
Porteurs de l'expédition scientifique Lang-Chapin.

La colonie est alors gérée par trois pouvoirs qui s'équilibrent : l'administration, les missions catholiques et les grandes sociétés privées. Le chef de l’État restait en toutes circonstances le roi des Belges, mais la gestion journalière était dévolue au Gouverneur général qui régnait sur six provinces ayant chacune à leur tête un Gouverneur. Les provinces étaient divisées en 26 districts dirigés par un Commissaire de district, et les districts étaient subdivisés en territoires confiés à des Administrateurs territoriaux (135 en tout).
La langue française fut, du début à la fin de la présence belge au Congo, la seule langue officielle, ce qui fit du Congo devenu indépendant un des pays officiellement francophones les plus importants, le deuxième, en chiffre de population, après la France.
Les infrastructures sanitaires furent mises en place par les entreprises pour leur personnel. Les chemins de fer étaient aussi aux mains d’entrepreneurs privés.
Des expéditions scientifiques nouvelles sont créées notamment sous la direction d'Herbert Lang et de James Paul Chapin.

## Démographie
| 1890 | 1895  | 1900  | 1910  | 1920  | 1930   | 1939   | 1950   | 1959    |
| ---- | ----- | ----- | ----- | ----- | ------ | ------ | ------ | ------- |
| 430  | 1 876 | 1 958 | 3 399 | 6 970 | 25 679 | 25 209 | 59 157 | 115 157 |

Au milieu des années cinquante, la répartition était : 78 % de belges, 5,2 % de portugais, 3,2 % d'italiens, 2,9 % de grecs, 2,1 % de français et 2 % de britanniques.
| 1885       | 1890       | 1895       | 1900       | 1910       | 1920       | 1930       | 1940       | 1950       |
| ---------- | ---------- | ---------- | ---------- | ---------- | ---------- | ---------- | ---------- | ---------- |
| 10 519 950 | 11 040 324 | 10 799 170 | 10 667 878 | 10 007 818 | 10 046 115 | 10 083 995 | 10 529 232 | 11 557 851 |

| 1955       | - | - | - | - | - | - | - | - |
| ---------- | - | - | - | - | - | - | - | - |
| 12 900 374 | - | - | - | - | - | - | - | - |

La Belgique ne voulant pas faire du Congo belge une colonie de peuplement, elle en contrôlait sévèrement l'accès. En 1958 par exemple, un couple d'européens désirant y résider comme colon devait verser une caution de 50 000 BEF pour le chef de famille et de 25 000 BEF pour l'épouse et chacun des enfants entre 14 et 18 ans, ou obtenir une garantie bancaire d'une banque agréée par le Gouvernement général. Quant aux touristes s'y rendant, ils devaient présenter un titre de transport de retour entièrement payé, assurant leur retour dans le pays de départ.

### Inégalité sociale et discrimination

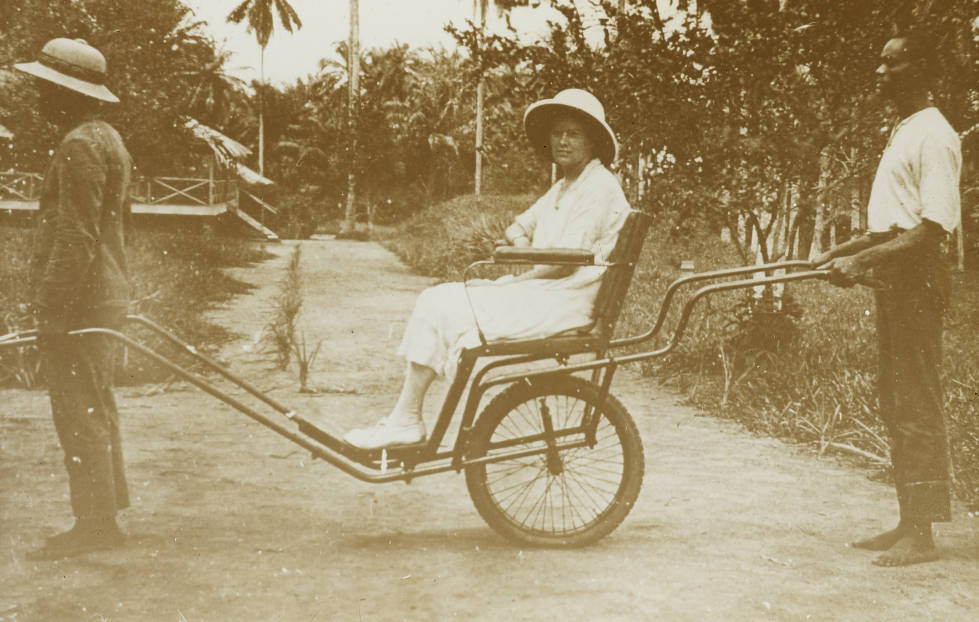
Une missionnaire tirée dans un rickshaw par des hommes congolais, environ 1920-1930.

Le contrôle de l’administration était dominé par la Belgique, sans organe démocratique pour les habitants. Les noirs n'avaient pas le droit politique de s'occuper de leur pays et n'avaient pas le droit de vote avant décembre 1957,.
Sur base d'un colour bar, diverses autres restrictions affectaient les Congolais. Dans les villes construites par les colonisateurs, les populations noires étaient refoulées dans les banlieues, souvent organisées en « cités indigènes », tandis que les centres-villes étaient réservés aux seuls Blancs. Les Noirs n’avaient pas le droit de quitter la cité indigène de 21 heures à 4 heures du matin. Ils ne servaient, en fait, que comme main d’œuvre au colon ou à l’administration coloniale (serviteur, artisans, mineurs, caissiers, mécaniciens, etc.).
Le travail obligatoire était instauré pour développer des infrastructures, des chemins de fer. On réquisitionnait la main-d’œuvre locale, surtout parce que le pays colonisateur n’avait pas la main-d’œuvre disponible pour développer toutes ces infrastructures.
Les autorités coloniales n'encourageaient pas les Européens à avoir un enfant avec une femme noire. Ceux qui ne respectaient pas cette règle tacite étaient mal vus par leurs compatriotes. La plupart des enfants nés de couple mixte furent placés dans des congrégations religieuses. À peine nourris, privés de savon et de papier toilette, sans chaussures et sans couvertures, ils étaient destinés à devenir une main-d’œuvre à bon marché pour ces congrégations,.

## Enseignement

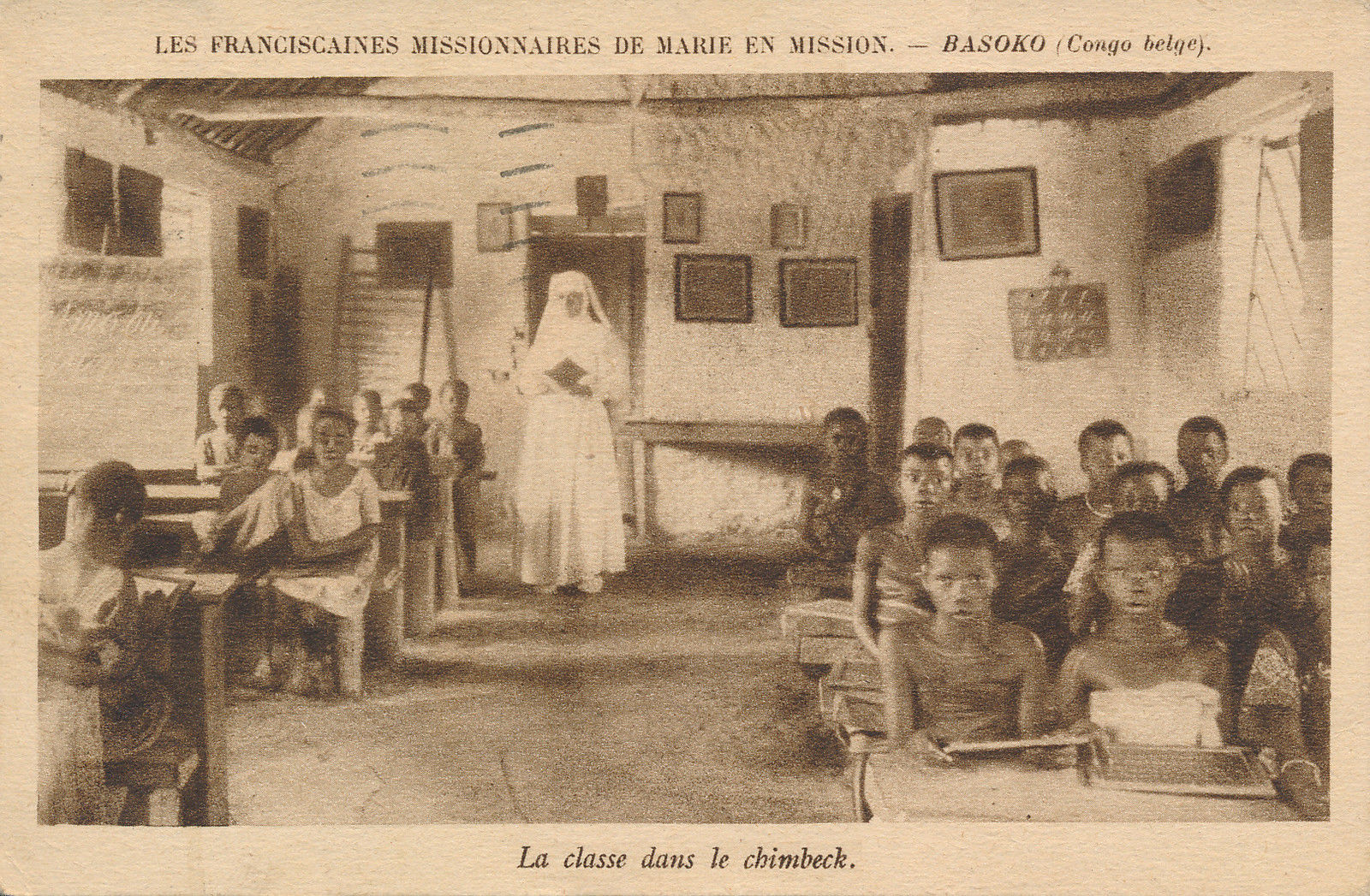
Enseignement par les Franciscaines missionnaires de Marie, circa 1930.

Au début, l’enseignement est mis en place par des missions chrétiennes privées qui financent leurs activités par des dons, des subventions, par l'agriculture ou la sylviculture d'exportation (Concordat avec le Vatican en 1906). Comme l'explique un recueil destiné aux fonctionnaires de la colonie, l'objectif consiste à « toucher [...] la personnalité intime de l'indigène, à transformer sa mentalité, à le rallier dans son for intérieur à l'ordre social nouveau ». En 1948, environ 99,6 % des structures d’enseignement sont contrôlées par les missions chrétiennes, 0,4 % sont détenues par des entreprises privées pour former leurs futurs employés. En 1940, le taux de scolarisation des enfants de 6 à 14 ans était de 12 % et en 1954 de 37 %, ce qui plaçait le Congo à l’époque aux côtés de l'Italie. Sur douze élèves à l’école primaire, un seul achevait le cycle et des titulaires du certificat primaire, un sur six accédait à l’école secondaire. Si la majorité des missionnaires sont des catholiques belges, il y a également des missionnaires protestants d'autres nations qui représentaient les tentatives de diverses églises protestantes de se faire une place en Afrique.
L’enseignement secondaire destiné aux Congolais était axé sur les études professionnelles ou techniques ; c'est à partir des années 1950 qu'on commença à développer les écoles secondaires d'enseignement général pour Noirs. (Une comparaison peut se faire avec le Cameroun : en 1960, sous le mandat français, il y avait 7 000 élèves dans les écoles secondaires, technique y-compris, tandis que le Congo belge y comptabilisait 37,388 élèves). Lors de l'indépendance, le Congo disposait de deux universités comptant 466 étudiants blancs et noirs : l'Université Lovanium, fondée en 1954, et l'Université d'Elisabethville créée en 1959. En 1955, il était d'usage que les enfants blancs et noirs fréquentent les mêmes établissements scolaires, du moins pour les études secondaires, et souvent après sélection sévère des élèves noirs. Dans de nombreuses écoles, le fait de parler une langue congolaise était proscrit au niveau secondaire au profit du français, de même que la pratique de l'islam. Par contre, au niveau primaire, le Congo belge fut l’une des seules colonies d’Afrique où les langues locales (kikongo, lingala, tshiluba et swahili) furent enseignées. Ceci provient du fait qu'en Belgique flamande également, l'enseignement primaire (seul) était en langue locale jusqu'en 1932. Qui plus est, les langues congolaises pouvaient être utilisées dans la musique populaire, ce qui a permis à l’industrie musicale congolaise de démarrer à cette époque. Les missions remplaçaient l'éducation tribale traditionnelle qui n'avait rien de scolaire.
L'enseignement primaire, post-primaire, secondaire et universitaire était gratuit. En 1960, 1 773 340 élèves dont 1 650 117 en primaire, 22 780 en post-primaire, 37 388 de niveau secondaire, 1 445 suivent des cours universitaires. Seuls 68 729 élèves dans l'enseignement officiel (de l'État), 1 359 118 dans l'enseignement des missions catholiques, 322 289 élèves dans les missions protestantes.
La langue d'enseignement est le français, même si quelques écoles officielles dispensent des cours en néerlandais - mais seuls des Flamands s'y intéressent.
Depuis 1946, toutes les écoles sont soumises à l'inspection médicale : au début de l'année scolaire, tous les élèves subissent un examen médical; chaque année, les locaux, les dépendances et le mobilier sont passés en revue; des mesures prophylactiques sont prises en cas de maladies contagieuses; le régime alimentaire des internats est inspecté, le sport contrôlé, etc..
L'enseignement supérieur : Fondation Médicale de l'Université de Louvain au Congo (Fomulac), fondé en 1926 a formé des générations d'infirmiers, laborantins et assistants médicaux. En 1932, fondation de la Cadulac, Centres Agronomiques de Louvain au Congo. En 1938 fondation de la Cemubac par l'université libre de Bruxelles pour la formation de personnel médical. En 1945, fondation à Kisantu d'une école supérieure de Sciences Administratives. En 1947, fondation du «Centre Universitaire congolais » à Kimwenza pour l'enseignement technique supérieur orienté vers les sciences administratives, agricoles et médicales. En 1954, fondation à Léopoldville de la première section pré-universitaire, puis la même année fondation de l'université Lovanium. Ce fut la première université francophone en Afrique Noire, université d'obédience catholique. C'était aussi la seule sur le continent africain à posséder un réacteur de recherche nucléaire. Il y avait 763 étudiants noirs et une minorité de blancs qui suivaient les cours, d'une qualité équivalente à celle de la métropole,. L'État créa une université officielle, laïque, à Elisabethville, en 1956. Les protestants préparaient l'ouverture d'une troisième université à Stanleyville, mais son ouverture fut retardée à 1963 à la suite des événements de l'indépendance. Il y avait 17 diplômés à la veille de l'indépendance, mais quatre ans plus tard, le Congo sera le pays qui comptera le plus d'universitaires. On recensait 300 bibliothèques publiques en sus des bibliothèques installées par les missionnaires.
Parallèlement, sont apparus des boursiers dont le niveau d'études est le même que celui des européens puisqu'ils vont faire leurs études en Belgique.
La formation du clergé fut une priorité pour les Missions. En 1950, 400 séminaristes suivaient les cours de Philosophie (3 ans), faisaient un stage (un an) ou étudiaient la théologie (5 ans). Le premier Congolais fut ordonné en 1917, après 21 ans de formation, études primaires et secondaires comprises. À la fin des années 1950, 42 % de la population en âge scolaire est alphabétisée, ce qui place le Congo belge loin devant les autres pays africains.

## Politique

### Kimbanguisme et Kakisme
Les deux mouvements syncrétistes, kimbanguisme et kakisme, sont parmi les premières formes de nationalisme qui naissent dans les années 1920 sous l'influence des missionnaires protestants américains (avec William Henry Sheppard et George Washington Williams pour précurseurs). À l'époque vit Paul Panda Farnana, ayant fait des études en Belgique à l'athénée d'Ixelles (Bruxelles).
Le fils du Chef coutumier Simon Kimbangu, de l'éthnie kongo, baptisé à l'âge de 15 ans, aurait eu, un jour après son baptême, une vision et prédit l'indépendance du Congo et la reconstitution du royaume Kongo. Il inventa le terme en kikongo dipanda, « indépendance ». Son influence fut accrue par la rumeur qui disait qu'il avait guéri des malades par imposition des mains. S'inspirant de la religion chrétienne, il prit douze apôtres. Les autorités coloniales le mirent en prison où il resta jusqu'à sa mort en 1951. Ses amis et sa famille répandirent son message qui eut beaucoup de succès auprès des Kongos.
Simon Pierre M'padi, de l'ethnie kwango et comprenant le kikongo, fonda la religion kakiste, se réclamant disciple de Simon Kimbangu Il mit au point un drapeau représentant sa secte sur lequel on pouvait lire en kikwango Minsion amerika nzila ya m'pulusu. Recherché par la force publique, il se réfugia au Congo français où il transmit son message à un certain André Matswa. Arrêté par les autorités françaises, il fut remis aux autorités belges.

### Évolution après-guerre
Après la guerre se constate un bouleversement des mentalités. De nombreux Congolais ont une formation importante, lisent, s'informent, s'ouvrent au monde et commencent à écrire. Les idéologies occidentales les contaminent à leur tour, en particulier le socialisme très répandu en métropole, même sous sa version communiste, prônant l'émancipation du prolétariat, le soulèvement contre la bourgeoisie. Transposée en Afrique, l'idée d'émancipation s'applique aux indigènes, le plus souvent relégués à une condition prolétarienne, les Blancs représentant la bourgeoisie honnie. Très influent aussi la notion de combat non-violent, répandue par Gandhi qui a arraché au Royaume-Uni son indépendance en 1948. Nkrumah s'inspire de Gandhi pour obtenir l'indépendance du Ghana en 1958. La première Conférence panafricaine à Accra, popularise l'idée d'indépendance, d'émancipation des peuples. Les Noirs prennent conscience de l'orgueil hautain, souvent méprisant des Blancs de plus en plus nombreux. Les privilèges et le luxe des étrangers choquent, les entraves à la liberté ne sont plus acceptées, la discipline très exigeante imposée notamment dans l'enseignement et dans les entreprises est considérée comme révoltante. Cette discipline comprenait notamment le respect d'horaires stricts, l'obligation de fournir un travail important, et pour ceux qui résistent des peines corporelles (la chicotte) ou l'exclusion. L'irrespect ou le manque de compréhension des cultures autochtones est de plus en plus mal vécu, d'autant plus que la culture européenne est imposée de façon abrupte, sans ménagements.
À la suite de la guerre d'Indochine et à la création de l’union française en 1946, Antoine Van Bilsen publie, en 1955, son Plan de trente ans pour l'émancipation politique pour l'Afrique belge, qui prônait l'émancipation progressive du Congo sur une période de 30 ans (cf. supra). Le cardinal congolais Malula rédige alors le « Manifeste de conscience africaine » comme réponse à Van Bilsen et accepte l’indépendance prévue pour 1985. Mais le séminariste Kasa-Vubu rédige alors son propre manifeste, « le Manifeste de l’ABAKO » qui réclame l’indépendance immédiate. Face à ces événements, et à la suite de l'activisme non violent de nombreux Noirs, l’administration belge commence à préparer lentement sa colonie vers l’indépendance.
En 1955, le roi Baudouin (« bwana kitoko », ou le « beau seigneur ») accomplit un voyage au Congo pour apaiser le nationalisme congolais. Si les partis politiques sont autorisés dès 1956, ils sont souvent parrainés par des partis politiques belges, ainsi l’amicale socialiste d'Alphonse Nguvulu et l'amicale libérale de Patrice Lumumba. En 1957, les Congolais peuvent, pour la première fois, participer à des élections communales. Des bourgmestres et des conseils communaux noirs sont élus. Ils ont tous des conseillers belges.

### ABAKO
L’association d’origine ethnique ABAKO (ou Association des Bakongo), dirigée par le futur président Joseph Kasa-Vubu, décida de prendre ses distances avec le plan Van Bilsen. En partie parce que nombre d’« évolués » catholiques qui signèrent le Manifeste de conscience africaine ne faisaient pas partie de l'ethnie Kongo où l’ABAKO gagnait ses partisans, mais aussi parce que l’ABAKO prônait des idées plus radicales, sans accession progressive à l’indépendance. L’ABAKO demandait au contraire l’accession immédiate à l’indépendance. L’organisation consolida son implantation dans le Bas-Congo et à Léopoldville dans les années qui suivirent. Vers le début de 1959, le Bas-Congo échappait au contrôle des autorités belges, l’ABAKO prônant la désobéissance civile pacifique. Les autorités belges interdirent une manifestation de l’ABAKO le 4 janvier 1959, ce qui jeta des nombreux Congolais dans la rue à Léopoldville. Armés de pierre, ils attaquèrent les colons blancs avec un seul slogan Dipanda, dipanda (indépendance). La force publique répliqua en ouvrant le feu. Les émeutes durèrent du 4 au 7 janvier 1959. Les journaux parlèrent de 14 morts noirs et 9 colons tués. Le 12 janvier, Kasa-Vubu fut arrêté et emprisonné pour deux mois. Le 20 janvier, le roi Baudouin annonça la volonté belge de conduire les populations congolaises à l’indépendance.

### Le MNC
En parallèle se constitua le Mouvement national congolais (qui ne fut officiellement constitué qu'en 1956). Le MNC était dirigé par le charismatique futur Premier Ministre Patrice Lumumba et prônait la création d'un territoire national unique après l'indépendance. Le mouvement fut rapidement structuré en quatre sections liées à quatre provinces (des six existantes). En 1959, une scission intervint, précipitée par Albert Kalonji et d'autres cadres du MNC souhaitant une politique plus modérée que celle prônée par Lumumba. Ce groupe fut rapidement dénommé Mouvement national congolais-Kalonji. Malgré les divergences dans le parti, la faction gauchiste de Lumumba (dénommée Mouvement national congolais-Lumumba) et le MNC dans son ensemble avaient réussi à s'imposer comme le plus important et le plus influent parti du Congo belge. La Belgique vit d'un mauvais œil la montée de Lumumba et de ses idées de gauche, et y perçut une menace pour ses intérêts économiques sur le territoire. Le MNC remporta cependant clairement les premières élections au Congo et força les Belges à nommer Lumumba Premier Ministre.

### La Conakat
La Confédération des associations tribales du Katanga (Conakat), était dirigée par Moïse Tshombe.
Se définissant comme « d’authentiques Katangais », les militants de la Conakat provenaient essentiellement des ethnies Lundas, Yeke et Basongye du Sud Katanga, connus pour leurs inimitiés à l’égard des immigrants Luba du Kasaï, pour la plupart employés dans les mines. La victoire décisive remportée par ces « étrangers » aux élections communales de 1957 aiguisa encore l’agressivité des dirigeants de la Conakat envers les immigrants du Kasaï. Le Conakat pour sa part, favorisait le rapprochement entre les colons belges et les Katangais de souche, les Katangais dits « authentiques ».
Une autre menace se fit jour pour la Conakat au nord du Katanga, non de la part des Lubas immigrés, mais de Lubas historiquement présents dans le Nord-Katanga. Dirigés par Jason Sendwe, ils créèrent leur propre mouvement politique, l’Association des Baluba du Katanga (Balubakat), qui se coalisa rapidement avec la branche lumumbiste du MNC. Malgré les affinités entre les deux groupes, les Lubas du Kasaï suivaient le mouvement de la Fédération du Kasaï (Fédéka), proche du MNC-Kalonji. Dès lors, l’alliance entre la Balubakat et le MNC-Lumumba, comprenant nombre de Luluwas, n’avait que peu de chances de trouver un écho auprès de la Fédéka. Les divergences entre les Lubas du Katanga et du Kasaï bénéficièrent directement à la Conakat et à leurs partenaires européens.

## Santé
À partir de 1908 on[Qui ?] s'attacha à lutter résolument contre les épidémies, en particulier celle de la maladie du sommeil, qui avait été des plus meurtrières. Même si, au départ, le nombre de médecins était encore faible, une politique sanitaire se mit en marche et ses effets commencèrent à être visibles au cours des années 1920.
En 1960, le pays possédait une infrastructure en soins de santé, recherche et formation de personnel médical qui dépassait de très loin celle des autres pays africains. Il comptait environ 3 000 établissements de soins, dont 380 hôpitaux tenus par un personnel bien formé : 750 médecins, dont 400 liés à l'État et 80 indépendants et 7 900 assistants médicaux. Le Congo belge disposait de 5,34 lits d'hôpitaux pour 1 000 habitants (soit 1 pour environ 180 habitants) alors qu'à la même époque le Ghana en avait 0,55, l'Inde 0,32 et l'Égypte 2,43.
Lutte contre les maladies : maladie du sommeil, on est passé de 34,000 cas en 1931 à 1,100 cas en 1959 (quasi-éradication), grâce notamment à l'éradication de la mouche tsé-tsé. Polio, rougeole, fièvre jaune : vaccination généralisée obligatoire, tant pour les Congolais que pour les Européens.
Vaste programme de traitement et de prévention en vue de l'éradication de la polio, de la lèpre qui touchait 2 % de la population, et de la tuberculose (0,2 % de la population contaminée).
Une intense lutte contre la malaria et ses causes aboutit notamment à l'éradication du moustique vecteur des centres urbains et de certaines zones rurales.
Le taux de mortalité baissa de 39/000 en 1929 à 3/000 en 1956.
Dans les écoles il y avait un suivi médical assuré, une éducation sanitaire poussée. Les entreprises investissent également largement dans le domaine sanitaire.

### Travail forcé
(octobre 2020).

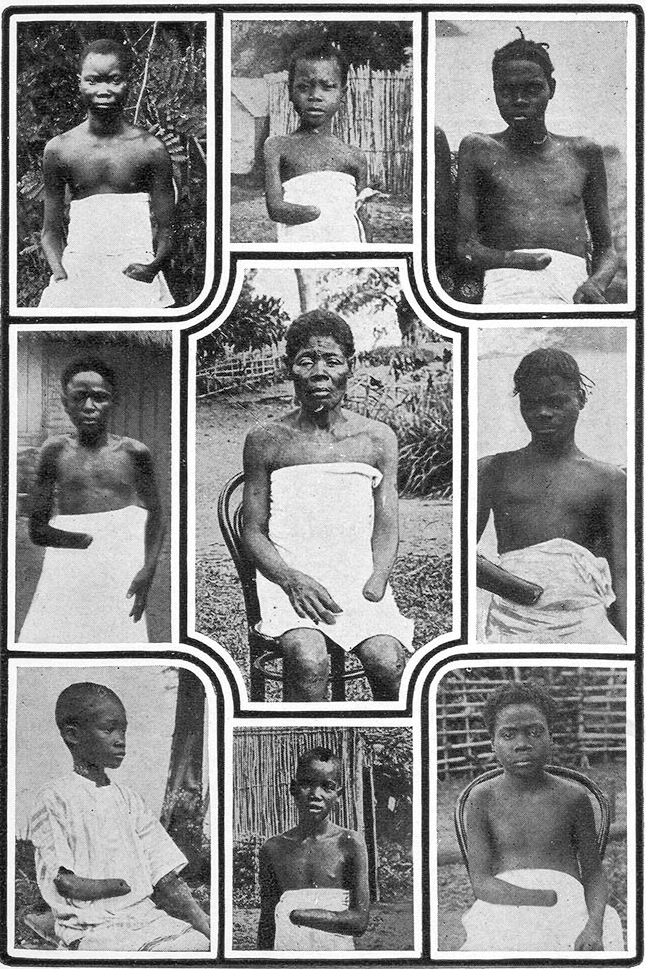
Photos de personnes mutilées utilisées par la propagande anti-léopoldienne pour avancer la thèse des mains coupées, invalidée par les commissions d'enquête,, mais validée par certains historiens contemporains.

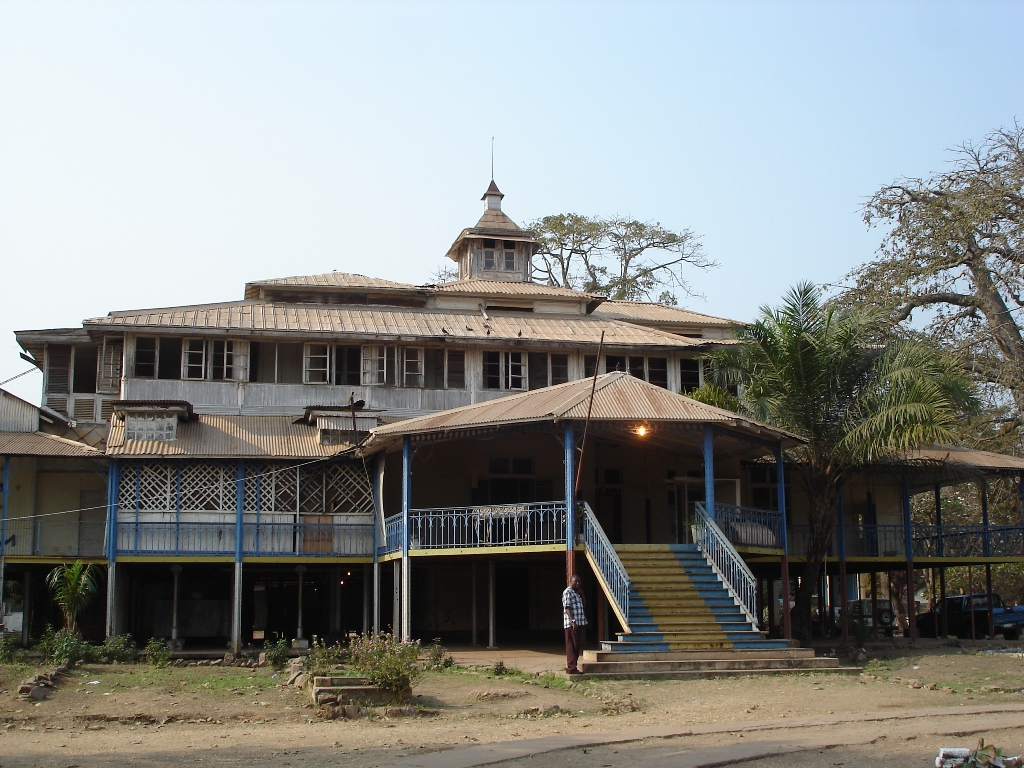
Résidence du gouverneur-général à Boma, capitale du pays jusque 1929.

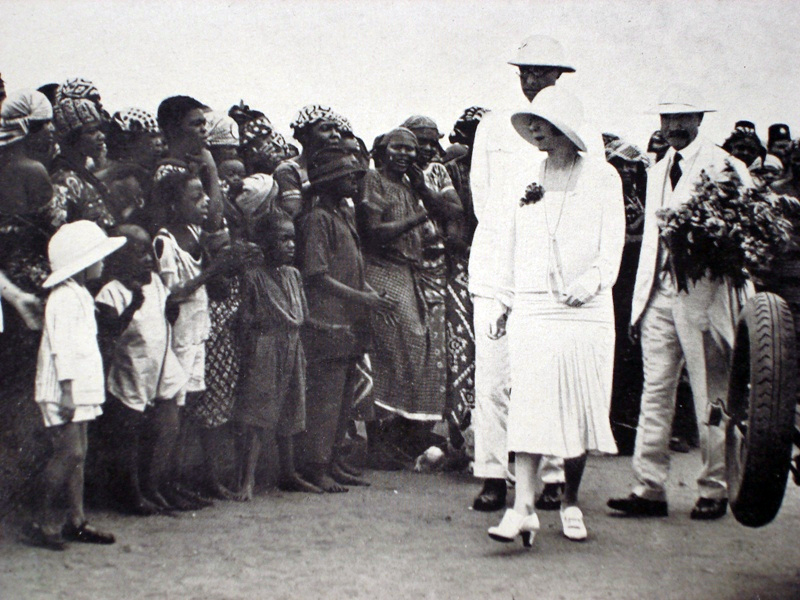
Le roi Albert I, Congo belge, 1928.

Lorsque le gouvernement belge a repris l'administration en 1908, la situation au Congo s'est améliorée à certains égards. L'exploitation brutale et l'usage arbitraire de la violence, dans lesquels certaines sociétés concessionnaires avaient excellé, ont été limité. Le crime de "caoutchouc rouge" a été stoppé. L'article 3 de la nouvelle Charte coloniale du 18 octobre 1908 stipulait que : « Nul ne peut être contraint de travailler au nom et au profit d'entreprises ou de particuliers », mais cela n'a pas été appliqué, et le gouvernement belge a continué à imposer le travail forcé aux indigènes, quoique par des méthodes moins évidentes,,,,,,,,,,,,.
Avec le Congo, la Belgique obtient des matières premières peu chères. L’administration coloniale recrute des travailleurs forcés pour les plantations et pour les mines et impose même en 1926 la conscription générale. L’administration coloniale négociait avec les différents dignitaires congolais pour qu‘ils leur fournissent des hommes comme travailleurs (10 francs par tête). Les chefs politiques se débarrassaient en général des gens qu’ils n’aimaient pas dans leurs communautés. Les travailleurs étaient emmenés jusque dans les mines où ils travaillaient pour 10 à 15 francs par mois. Plus de 44 000 travailleurs furent aussi recrutés en Angola et en Rhodésie du Nord pour grossir les rangs. De nombreux travailleurs mouraient de fièvre à tiques, de grippe, de pneumonie, d’épuisement ou à la suite des éboulements, à tel point que ce système, qui succédait aux exactions léopoldiennes et à la Première Guerre mondiale, risquait de dépeupler de nombreuses régions. Les autorités essaieront de résoudre la crise en imposant des restrictions aux recrutements forcés (par exemple, le décret de 1933 limita en effet à 60 jours la durée du travail forcé dans les plantations), et aussi particulièrement au Katanga en imposant dans les villes minières une force ouvrière permanente et stable, ce qui eut pour effet de transformer les villageois en citadins.
Le krach boursier de 1929 à Wall Street fut le début d’un ralentissement économique mondial. La demande en matières premières s'effondra et leur prix aussi : celui de l’arachide passa de 1,25 franc à 25 centimes et celui du cuivre chuta de 80 à 50 £/tonne. L’économie congolaise, plus tournée vers l’exportation qu'aucun autre pays africain, fut d’autant plus vulnérable lors de cette crise à cause de son petit marché intérieur. Au Katanga, l’emploi chuta de 70 % et de nombreux travailleurs autochtones furent reconduits dans leurs villages. À l'Union Minière du Haut Katanga, le nombre d'Européens employés sur place diminua de plus de 80 %. La dépression économique des années 1930 permit donc à certains Congolais du Katanga d’échapper au travail forcé. Contrairement à ce qui se passait dans la province du Katanga, la dépression des années 1930 n’apporta aucun soulagement aux populations des autres provinces. La demande en or étant importante, l’effectif des mines allait doubler de 1930 à 1939, passant de 20 000 à 40 000 hommes.

## Économie

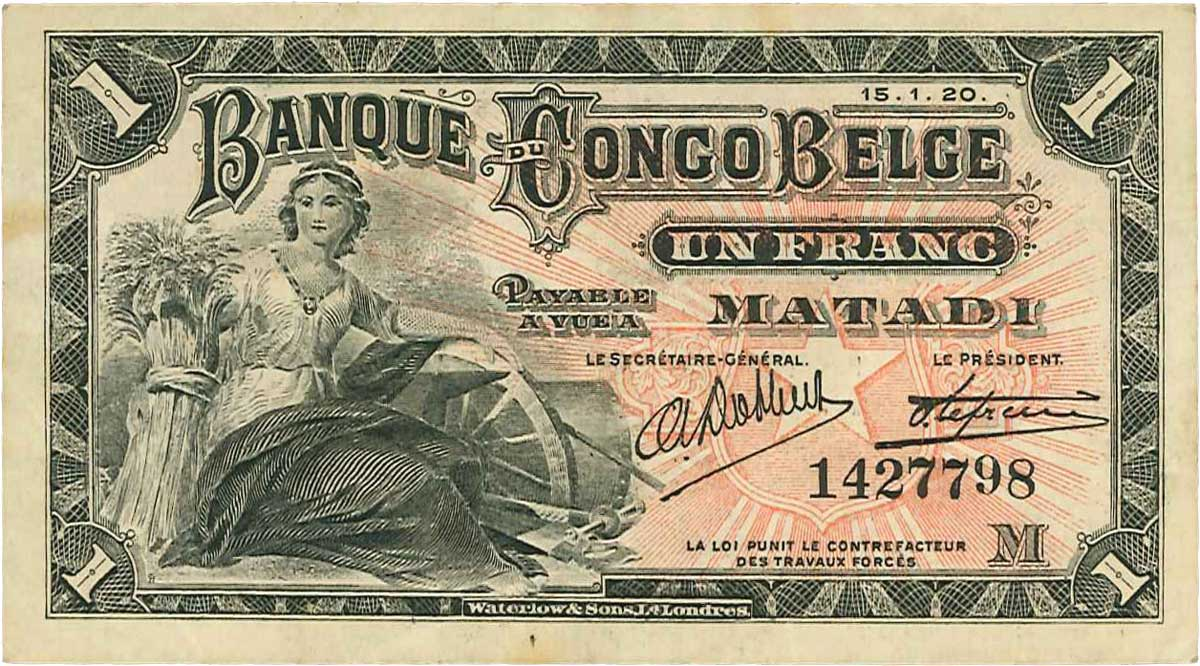
1 franc du Congo belge daté de 1920.

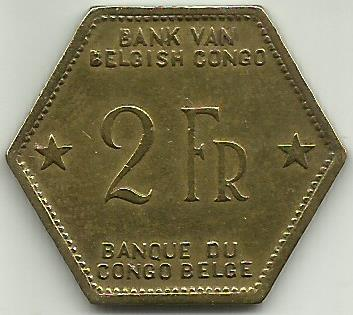
2 Fr de 1943.

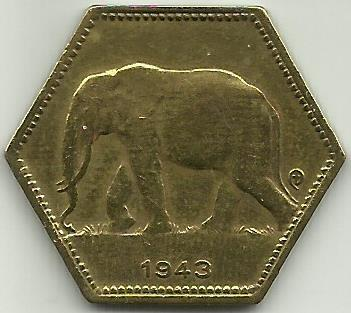
2 Fr - revers.

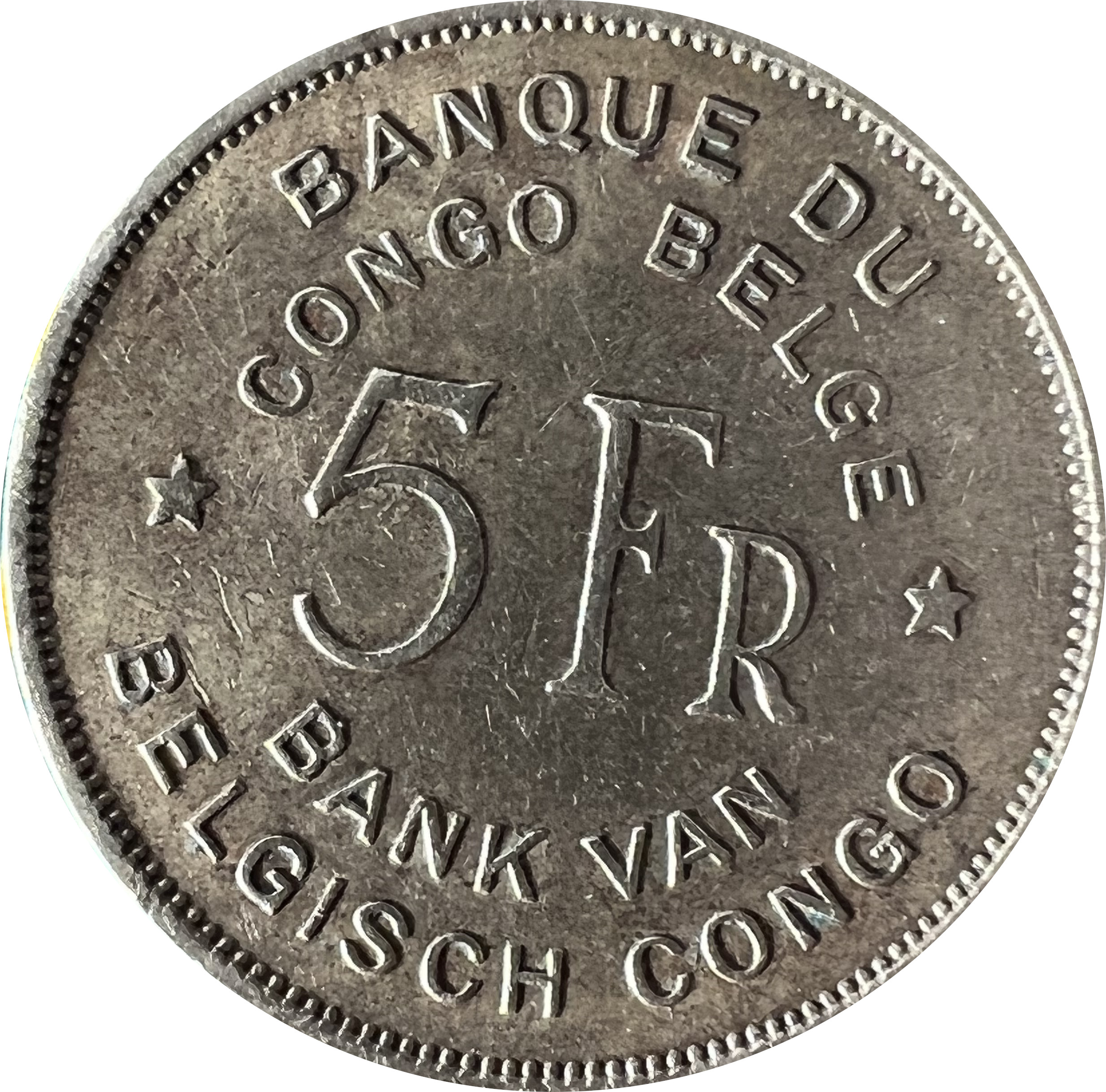
Pièce de 5 F émise en 1947.

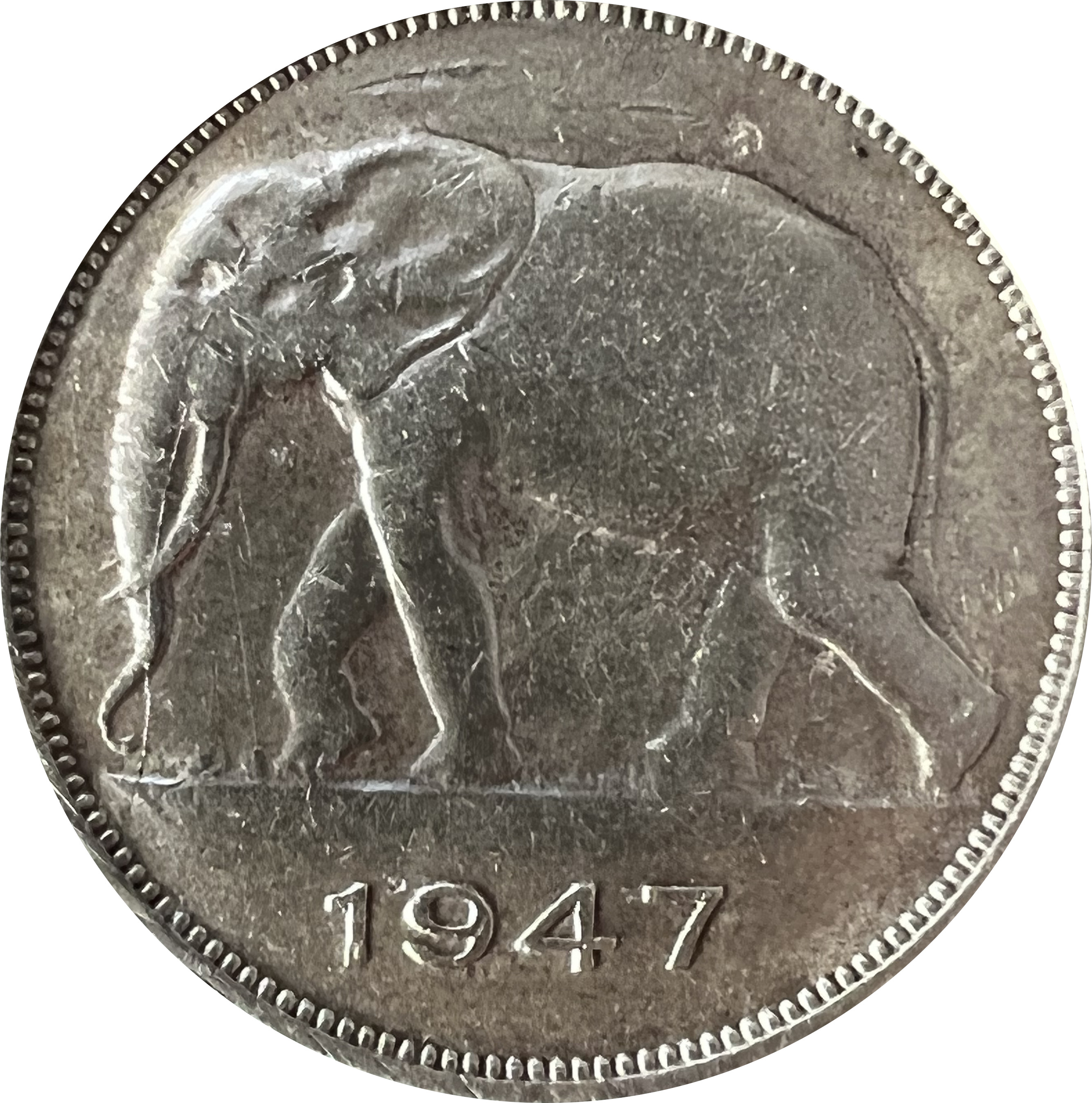
Revers de la pièce.

Taux de natalité en 1956 : 35/000. La moitié de la population a moins de quinze ans.
De 1950 à 1958, l'indice du salaire du travailleur congolais passe de 100 à 237 pour une augmentation du coût de la vie de 20 %. Dans le même temps, le colon blanc, ainsi que le cadre moyen congolais est plus prospère que les habitants de métropole. Avec la fin de la guerre mondiale se produit un fort accroissement démographique : la population augmente alors de 2 % par an.
En 1959, le P.I.B. par habitant au Congo s'élève à 90 dollars US/habitant, proche de la Grèce et du Portugal, égal au Canada.
L'urbanisation est croissante : nombreux sont alors à Stanleyville, Elisabethville, Jadotville et surtout Léopoldville les hommes venus de province pour chercher du travail et qui, s'ils en trouvent, renvoient une grosse partie du salaire à leur famille restée au village.
Sur le plan matériel, l'ouvrage de Liliane Kissimba Et Dieu créa le Congo (éd. Bernard Gilson) recense le bilan de la colonisation, sur le plan du niveau de vie, qui se traduit, à la veille de l'indépendance, par un revenu de 90 dollars, valeur 1960, par habitant africain, le plus élevé d'Afrique, plus élevé même que celui de beaucoup d'autres pays dans le monde. Et l'accroissement du PIB est de 4,8 % par an. Enfin, il faut citer le développement des aménagements de génie civil. Outre trois grands barrages hydro-électriques, il y a un réseau ferroviaire de 5 241 km dont plusieurs centaines sont électrifiés, 14 597 km de voies navigables entretenues, 3 aéroports internationaux et 38 villes bénéficient d'aéroports.
Le réseau routier compte 123 554 km de routes bien entretenues : 31 771 km de routes principales, 76 857 km de routes secondaires, 17 122 km de routes privées, la plupart carrossables pour les mêmes voitures qu'en métropole : on pouvait se déplacer de Léopoldville à Elisabethville en Citroën 2CV.
La croissance démographique commence à dépasser la croissance du PIB et le chômage s’installe dans les cités indigènes, les quartiers noirs des villes. La Belgique met en place un système d'allocations de chômage, les Fonds du roi et un système de protection sociale.
«Entre 1945 et 1959, le revenu par habitant en milieu agricole a doublé et la population vivant de l'agriculture a augmenté de 20% ». Ce fut le résultat d'un encadrement généralisé visant à la fois l'auto-subsistance et la production de cultures industrielles. Production en tonnes (avec l'année de référence entre parenthèses) : Manioc : 780 632 (1952) ; huile de palme : 245 216 (1957) ; noix palmiste : 140 000 (1957) ; café : 60 421 (1959) ; cacao : 4 514 (1959); thé : 3 669 (1959) ; coton : 40 420 (1959) ; sucre : 17 331 (1957). Élevage : 500 000 têtes de bovins en élevage indigène; 307 000 têtes d'élevages européens. Outre la pêche dans les fleuves et rivières, la production des pêcheries est passée de 16 000 tonnes en 1946 à 145 000 tonnes en 1958. En 1960, l'agriculture fournissait 40 % des exportations,.
60 % des exportations proviennent des exportations minières.Le Congo belge fut l’un des premiers et des principaux exportateurs d’uranium pour les États-Unis au cours de la Seconde Guerre mondiale et de la guerre froide (mine de Shinkolobwe). Mais les produits principaux étaient le cuivre (4e producteur mondial), l'or, le diamant industriel (premier producteur mondial), l'étain. Suivent 12 autres minerais, dont le cobalt (75 % de la production mondiale). Les prix des produits exportés dépendaient de la concurrence internationale. Des investissements considérables ont permis le développement. Une des grandes qualités de son économie permettant sa résistance aux crises résidait dans la multiplicité de ses produits d'exportation miniers et agricoles, la perte de valeur conjoncturelle des uns étant alors compensée par la valeur des autres.
La colonie ne comptait que pour moins de 6 % des exportations de la métropole et inversement, la colonie n'exportait que 8 % de son total vers la Belgique. La Banque Centrale était chargée du rapatriement des devises provenant des exportations, au seul profit du Congo, et non de la Belgique. « Aucun transfert vers l'État belge n'a jamais eu lieu, si ce n'est pendant la guerre dans le cadre de « l'effort de guerre ». Par contre, il y eut des transferts de la Belgique vers le Congo, et des subventions : les dépenses du Ministère des Colonies. Les Églises catholiques et protestantes investirent des sommes considérables provenant notamment de collectes en Belgique. Mais l'essentiel du développement du Congo provient des revenus de son activité économique prospère, qui connaît une croissance constante (6,22% d'accroissement des exportations en valeur sur la période 1920-1959).
L'historien de l'ULB, Jean Stengers, a estimé que le bilan financier pour la Belgique, des 52 ans de colonisation s'est soldé par une perte de 235 millions de francs or. Après 1950, la séparation des budgets trésor belge -Trésor congolais fut la règle, avec cependant des entorses en faveur de la colonie dans les dernières années précédent l'indépendance : allocation d’un demi milliard en 59 et de 2,7 milliards de francs congolais en 1960. Colette Braeckman, journaliste, estime qu'au vu des bénéfices indirects (emprunts à la métropole, etc.), le Congo « n'a rien coûté à la Belgique ». La charge de la dette publique représente, en 1958, 18 % du budget congolais. Les emprunts de la Colonie (qui ont provoqué un endettement comme dans l'ensemble du monde développé) se justifiaient par le rendement passé et programmé des investissements : ils ont accru les capacités de production. À la veille de l’indépendance, une Commission pour l’étude des problèmes du Congo tire la sonnette d’alarme : à partir de 1958, à la suite de l'instabilité politique, le bilan se détériore. En 1960, les recettes du Congo s’élèveront à 12 ou 13 milliards, et les dépenses à 20 ou 21 milliards de francs congolais.
Depuis 1885, 190 milliards de Francs congolais ont été investis, généralement avec de bons rendements. Cependant, un lien déterminant entre la prospérité de la Belgique et sa colonie n'a pu être établie. La Belgique, avant la période coloniale, était seconde puissance industrielle après le Royaume-Uni (avec des inégalités sociales criantes), place qu'elle perdra dans les années 1880 au profit d'une amélioration lente mais progressive de la condition du prolétariat,. Après 1960, la Belgique connaît, comme les pays voisins, une période de prospérité, les « golden sixties » ou « les trente glorieuses ». Depuis l’Indépendance congolaise, les relations commerciales avec la Belgique n’ont cessé de décroître, se positionnant largement sous la barre des 5 % de son commerce extérieur.

## Relations contemporaines entre le Congo et la Belgique

### Demandes de décolonisation de l'espace public

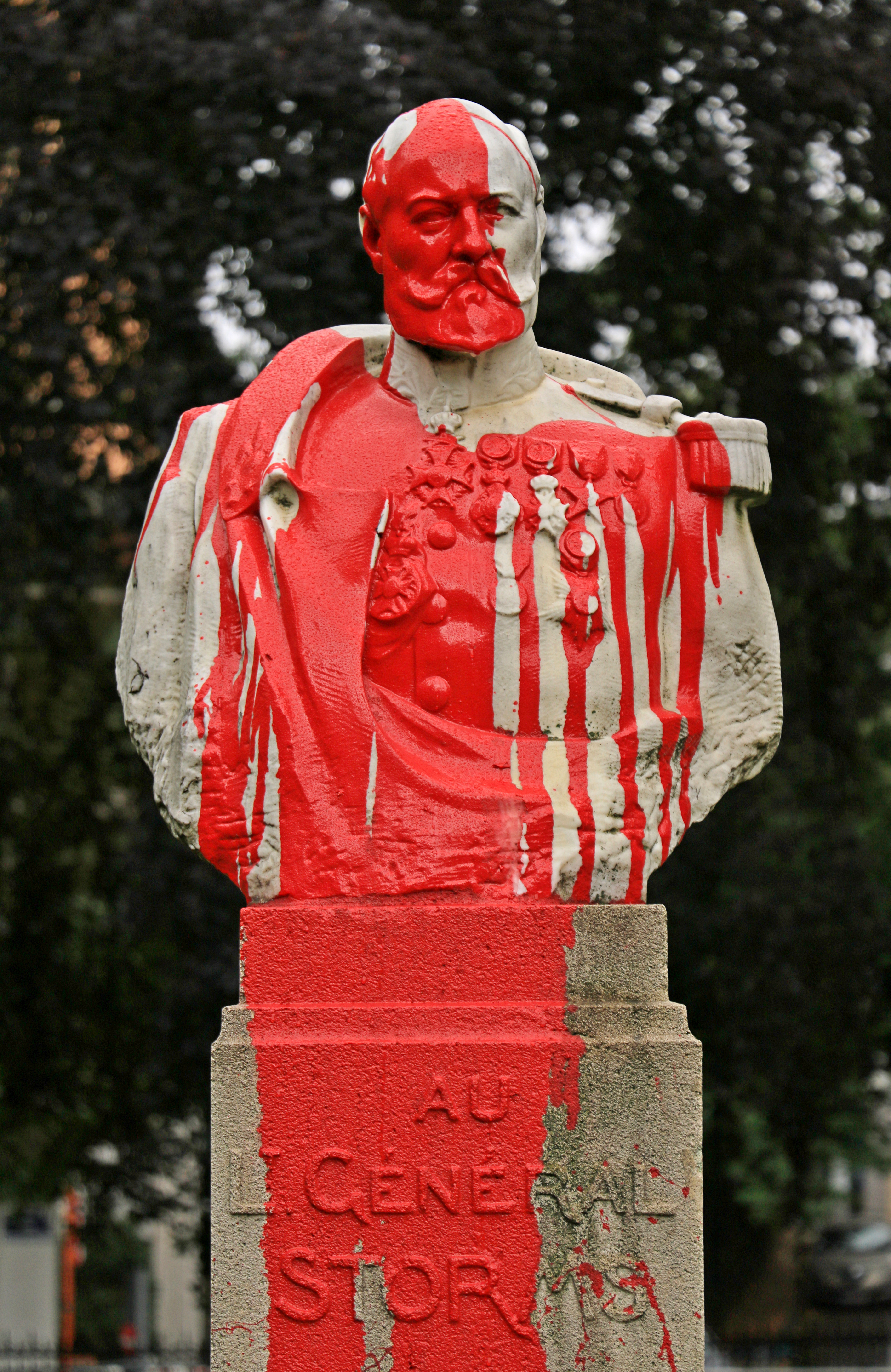
Le Monument au Général Storms aspergé le 13 juin 2020 de peinture rouge, symbole du sang des Congolais.

Il existe en Belgique de nombreux monuments glorifiant le passé colonial belge. La plupart datent de l'entre-deux-guerres, au sommet de la propagande patriotique. Les monuments étaient censés aider à estomper le souvenir du scandale international lié aux exactions commises dans l'État libre du Congo et à rendre la population enthousiaste à propos de la politique coloniale au Congo belge.
En raison de la politique coloniale controversée au Congo belge, il a été proposé à plusieurs reprises de retirer les statues de l'espace public ou de les déplacer. Ces demandes de décolonisation de l'espace public apparaissent en Belgique dès 2004 à Ostende où la main d'un des « Congolais reconnaissants » représentés sur le monument Léopold II est sciée pour dénoncer les exactions du roi au Congo, et dès 2008 à Bruxelles où l'écrivain activiste Théophile de Giraud barbouille de peinture rouge la statue équestre de Léopold II.
Ces actions s'intensifient durant les années 2010 avec l'émergence de collectifs, la publication de cartes blanches, et enfin l'affaire du buste du « Général Storms ».
Le climax est atteint en 2020 dans la foulée des manifestations contre le racisme et les violences policières qui font suite à la mort de George Floyd, tué par la police le 25 mai 2020 à Minneapolis aux États-Unis. Le 4 juin 2020, les partis de la majorité à la Région de Bruxelles-Capitale déposent une résolution visant à décoloniser l’espace public en région bruxelloise,, puis commence une vague d'enlèvements et de dégradations de statues, comme les statues de Léopold II à l'université de Mons, à Ekeren, à Bruxelles,,,, à Auderghem,, à Ixelles et à Arlon, ou encore le buste du roi Baudouin placé devant la cathédrale Saints-Michel-et-Gudule de Bruxelles,.

#### Cas particulier duMonument aux pionniers belges au Congo

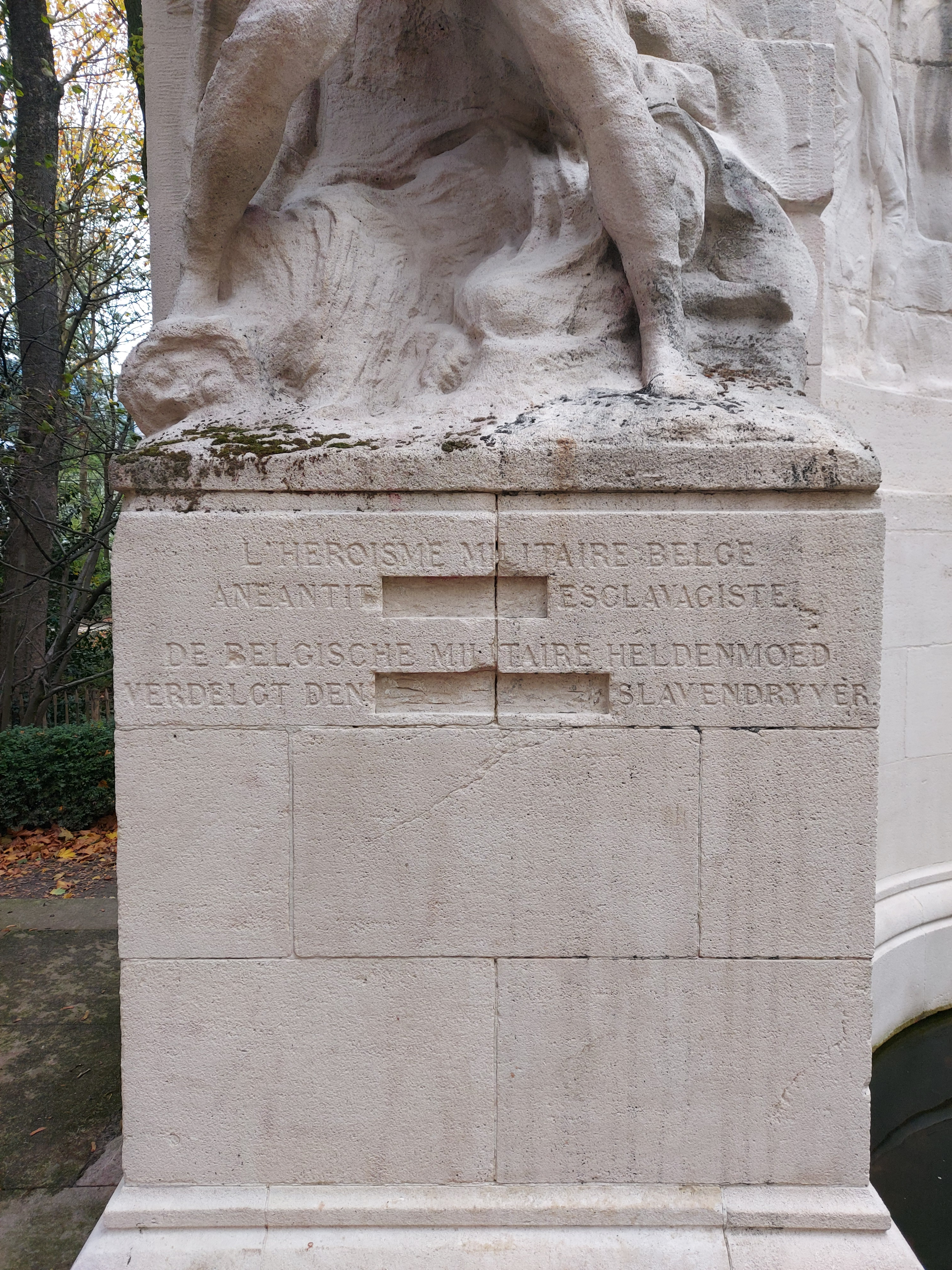
Les mots « l'Arabe » ont été supprimés du titre de la statue « L'héroïsme militaire belge anéantit l'Arabe esclavagiste », faisant partie du Monument aux pionniers belges au Congo.

Dans les années 1980, à la suite de l'installation de la Grande Mosquée de Bruxelles, une polémique apparait à propos du Monument aux pionniers belges au Congo, non pas sur son caractère colonialiste, mais à propos d’une statue composant le monument : L'héroïsme militaire belge anéantit l'Arabe esclavagiste. En 1988, sur demande de la Ligue arabe, les mots « l'Arabe » (et le mot néerlandais « arabische ») ont été officiellement supprimés au burin.
En 1992, sur demande du Cercle royal des anciens officiers des campagnes d’Afrique, les mots furent restaurés, puis vandalisés. Il s'ensuit une série de vandalismes, supprimant ou ajoutant – souvent au marqueur – les mots controversés.
En 2013, il a été annoncé que ces mots ne figureront plus officiellement sur l’œuvre.
L’ensemble du monument est cependant lui aussi décrié pour sa propagande colonialiste, et a notamment été aspergé de peinture rouge en 2023.

Monuments coloniaux dans l'espace public
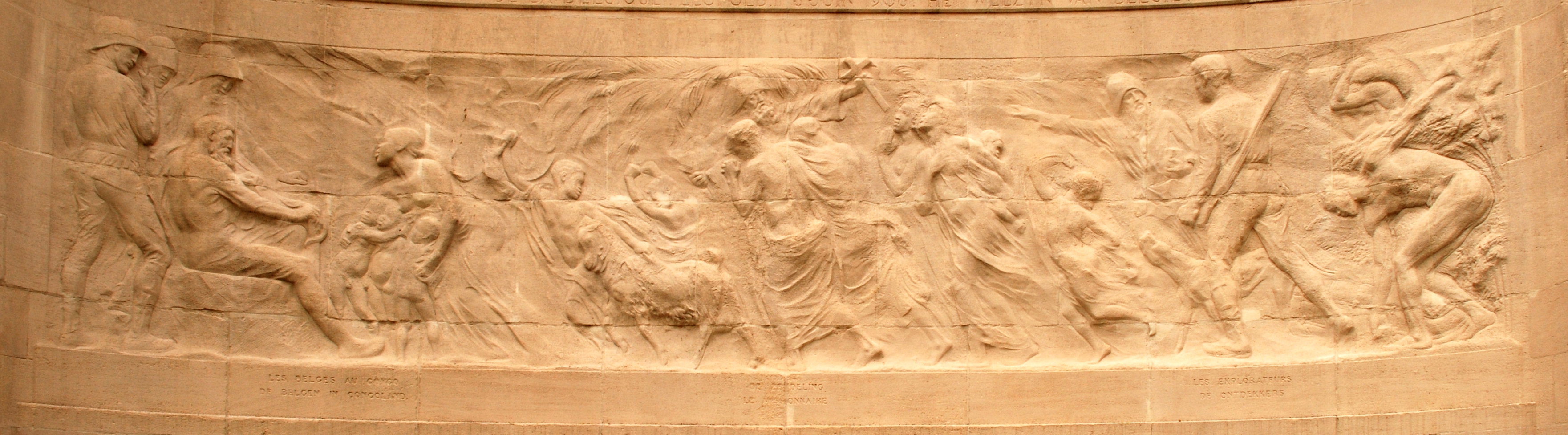
Frise « Les Belges au Congo » (Monument aux pionniers belges au Congo, parc du Cinquantenaire à Bruxelles
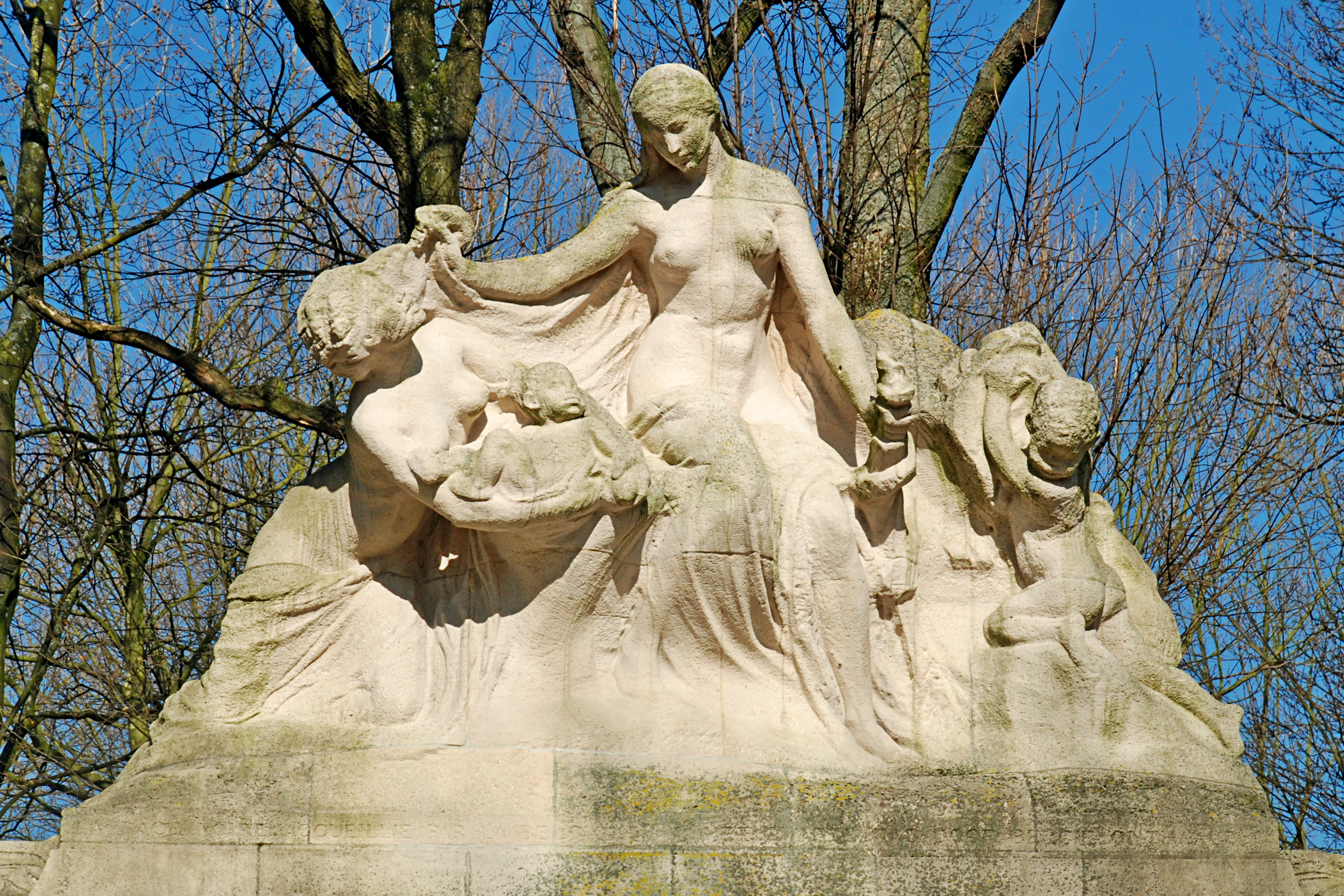
La race noire accueillie par la Belgique » (Monument aux pionniers belges au Congo, parc du Cinquantenaire à Bruxelles
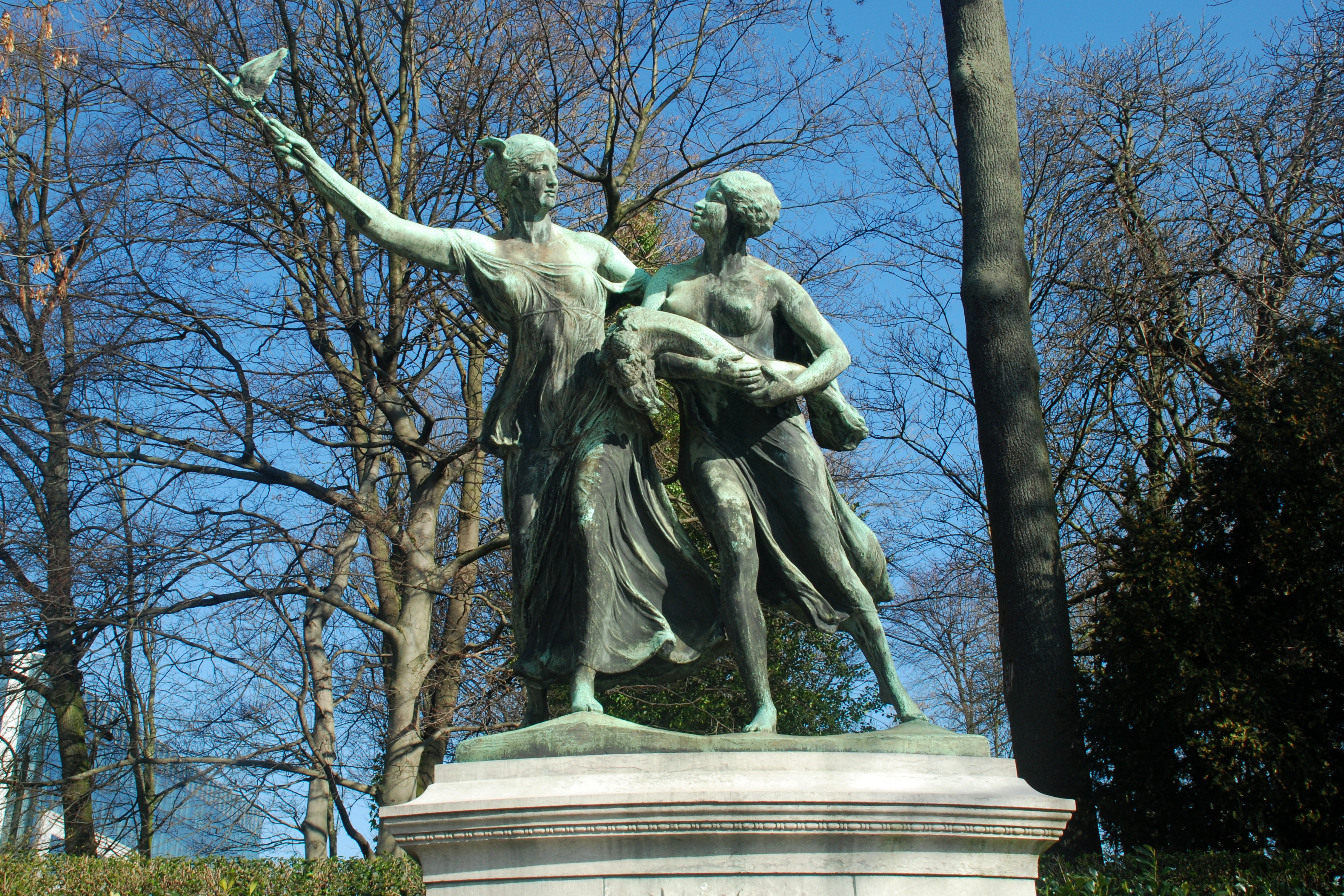
« Le Génie belge guidant le Congo » (Monument au Général Thys, parc du Cinquantenaire à Bruxelles.

### Regrets royaux
Le 30 juin 2020 le roi Philippe exprime ses regrets sur le règne de Léopold II puis de la Belgique au Congo dans une lettre au président congolais,,.

#### Ouvrages historiques
- Calonne-Beaufaict, A., La pénétration de la civilisation au Congo belge, Bruxelles, 1912.
- Delcommune, A., L’avenir du Congo belge menacé, Bruxelles, 1919 (2e  éd. en 1921).
- Halewyck, A., La Charte coloniale, Bruxelles, 1919, 3 vol.
- Delvaux, R., L’organisation administrative du Congo belge, Anvers, éd. Zaïre, 1945.
- Patrice Lumumba, Le Congo, terre d'avenir est-il menacé ?, Bruxelles, Office de Publicité S.A. 1961.

#### Ouvrages contemporains
- Robert Cornevin, Histoire du Zaïre, Bruxelles,  éd. Hayez, Paris, Acad. des Sciences d'Outre-Mer, 1989.
- Jean Stengers, Congo, mythes et réalités, Bruxelles, Racine, 2005.
- Guy Vanthemsche, La Belgique et le Congo. empreintes d'une colonie (1885-1980), Complexe, 2007.
- Nathalie Tousignant, Manifeste de Conscience Africaine, études, Publications de l'Université Saint-Louis - Bruxelles, Bruxelles, 2009.
- Liliane Kissimba, Et Dieu créa le Congo, Bruxelles,  éd. Bernard Gilson., 2010.
- Marie-France Cros et François Misser, Géopolitique du Congo (RDC), Complexe, 2006.
- André-Bernard Ergo, CONGO BELGE. La colonie assassinée, Paris,  éd. L’Harmattan, 2009
- Alain Bischoff, Congo-Kinshasa, la décennie 1997-2007, Paris,  éd. du Cygne, 2008
- Oasis Kodila Tedika et Francklin Kyayima Muteba, Sources de la croissance en république démocratique du Congo d'avant Indépendance. Une analyse par la cointégration, CRE Working paper, no 02/10, juin 2010 [PDF]
- David Van Reybrouck, Congo, une histoire, (Congo. Een geschiedenis), trad. d'Isabelle Rosselin, Arles, Actes Sud, 2012, 672 p.  (ISBN 978-2-330-00930-4) - Prix Médicis essai 2012 - Prix du meilleur livre étranger 2012 - Prix Aujourd'hui 2013.
- Vladimir Ronin Le Congo russe 1870-1970 livre mémorial, (Русское Конго, 1870—1970 : книга-мемориал )- Moscou : Дом Русского зарубежья имени А. И. Солженицына : Русский путь, 2009. —  (ISBN 978-5-98854-014-4) (ДРЗ) . —  (ISBN 978-5-85887-331-0) (РП) (ru).
- Vladimir Ronin Ronin V., « Les filles égarées de Staline au Congo belge = Заблудшие дочери Сталина в Бельгийском Конго », 8 , Bruxelles, Patrimoine russe. Revue scientifique de la Fondation pour la Préservation du Patrimoine Russe dans l’Union Européenne asbl. (Revue FPPR) https://www.academia.edu/48828567/Les_filles_%C3%A9gar%C3%A9es_de_Staline_au_Congo_belge,‎ 2019 , p. 43-51 (lire en ligne)

### Filmographie
- Kongo de William J. Cowen (1932)
- La Sorcière blanche (White Witch Doctor) d'Henry Hathaway (1953)
- Au risque de se perdre (The Nun's Story) de Fred Zinnemann (1959)
- L'Oncle missionnaire, Mfumu Matensi, film documentaire belge (2003)